# Трусевич, Иван Данилович
Иван Данилович Трусевич (22 ноября 1894 — 2 сентября 1970) — комбриг РККА, полковник автомобильных войск ВС СССР, начальник Орджоникидзеградского военного автомобильного училища в июле 1941 — августе 1942.

## Биография

### Ранние годы. Первая мировая война
Родился 22 ноября 1894 года в местечке Лахва Мозырского уезда Минской губернии в семье рабочих. Белорус. Окончил трёхклассное народное училище в 1908 году, с мая 1910 года работал ремонтным рабочим. В 1915 году сдал экзамены экстерном за пятилетнее реальное училище в Санкт-Петербурге.
В апреле 1915 года призван в 176-й запасный пехотный батальон (село Красное, Санкт-Петербургская губерния). Зачислен в учебную команду, по её окончании выпущен младшим унтер-офицером, направлен по результатам выпускного экзамена в 3-ю Петергофскую школу прапорщиков (окончил её в ноябре 1915 года). Командовал 3-й ротой 12-го Сибирского запасного стрелкового батальона, в действующей армии с июля 1916 года. Младший офицер 3-й роты 4-го Финляндского стрелкового полка 105-й Финляндской стрелковой дивизии (Западный фронт), был ранен в ноябре 1916 года и направлен в Киевский военный госпиталь, по завершении излечения вернулся в полк в феврале 1917 года. Дослужился до звания прапорщика Русской императорской армии, был начальником пулемётной команды.

### Гражданская война в России. Межвоенные годы
5 августа 1917 года прапорщик Трусевич был арестован за братание с противником, однако бежал из-под ареста в Минск. В том же месяце вступил в РКП(б), 17 сентября 1917 года вступил в минскую Красную гвардию командиром пулемётной сотни, с октября того же года служил в 1-м Мценском полку Красной гвардии. Участник Гражданской войны, со 2 мая 1918 года добровольцем на Восточном фронте РККА, командир бронепоезда, участник боевых действий против армии Колчака. С 1 января 1919 года — уездный военный комиссар в Мозыре, чрезвычайный уполномоченный по формированию частей РККА в Мозырском, Овручевском и Псковском уездах Западного фронта.
20 августа 1919 года назначен исполняющим должность командира отдельного Мозырского стрелкового полка в дивизии Щорса на Западном фронте, с декабря помощник командира полка. С августа 1920 года — в распоряжении Реввоенсовета Западного фронта. Со 2 сентября по декабрь 1920 года — командир 171-й стрелковой бригады Западного фронта, участник сражений под Глуском, Слуцком, Барановичами, Ломшиным, Брест-Литовском и Полоцком против польских войск. 1 октября 1920 года, после окончания основных боевых действий был назначен начальником повторных курсов комсостава 6-й стрелковой бригады 2-й стрелковой дивизии Западного фронта. В мае того же года направлен на обучение в Военную академию РККА.
В 1922 году Трусевич был переведён во 2-ю Московскую военную инженерную школу комсостава имени Коминтерна. В 1924 году после окончания школы продолжил обучение на фортификационно-строительном факультете ВТА, военный инженер. В 1926 году назначен военным руководителем Белорусского коммунистического университета имени В. И. Ленина в Минске. В 1934 году назначен преподавателем на кафедре военного искусства Военной академии механизации и моторизации РККА имени И. В. Сталина, окончив Академические курсы технического усовершенствования РККА в 1935 году при Академии. Назначен начальником курса, произведён в комбриги. С января 1940 года — начальник автобронетанкового отдела Северной армейской группы (Николаевск-на-Амуре), с июня 1940 года — начальник автобронетанкового отдела 15-й армии (Биробиджан).

### Великая Отечественная война
С 4 по 6 июня 1941 года комбриг Трусевич преподавал тактику в Военной академии механизации и моторизации им. И.В. Сталина. В июле 1941 года назначен начальником Орджоникидзеградского автомобильно-мотоциклетного училища (1600 курсантов), участвовал в его эвакуации в Острогожск. С августа 1942 года — начальник отдела автобронетанковых войск Московского военного округа. В январе 1943 года произведён в полковники Красной армии.
С февраля 1943 года командовал 5-й отдельной автомобильной бригадой Ставки ВГК Западного фронта, с июля 1943 года — начальник автомобильного управления Брянского и 2-го Прибалтийского фронта. С января 1944 года в распоряжении распоряжении Главного автомобильного управления РККА. В 1944—1946 годах — начальник автомобильного управления Харьковского и Юго-Западного военных округов.

### После войны
Скончался 2 сентября 1970 года. Именем полковника Трусевича названа улица в Мозыре.

## Семья
Был женат. Воспитал троих сыновей, участвовавших в Великой Отечественной войне:
- Борис, офицер, танкист;
- Владимир (1921—1941), офицер, танкист, командир танковой роты Московской пролетарской дивизии, погиб в бою
- Всеволод (1923—19.06.1943), гвардии старший лейтенант, танкист, скончался в окружном госпитале после ранения. Похоронен в г. Харькове, на кладбище №13, квартал видных деятелей.

## Награды
- Орден Ленина (3 ноября 1944) — за долголетнюю и безупречную службу в Красной Армии[6]
- Орден Красного Знамени (трижды)[3]
  - 1932[7] — за боевые отличия и личную храбрость, проявленные в боях под Гродцом и Кобрином (1920)[3]
  - 3 ноября 1944[8] — за долголетнюю и безупречную службу в Красной Армии[9]
  - 6 ноября 1947[8]
- Орден Трудового Красного Знамени Белорусской ССР[3]
- Медаль «За оборону Москвы» (1 мая 1944)[1][10]
- Медаль «За победу над Германией в Великой Отечественной войне 1941-1945 гг.» (9 мая 1945)[8][11]
- Медаль «XX лет Рабоче-Крестьянской Красной Армии»[12]